# Fort Yukon
Fort Yukon (Gwichʼin: Gwichyaa Zhehw) – największe miasto w okręgu Yukon-Koyukuk na Alasce. Położone jest na prawym brzegu rzeki Yukon, w odległości 233 km na północny wschód od Fairbanks.

## Historia
Pierwsi indiańscy osadnicy pojawili się na terenach obecnego Fortu Yukon już tysiące lat temu. Szczególnie liczne było plemię Gwichʼin, które do dziś stanowi największą grupę mieszkańców. Jednak dopiero 25 czerwca 1847 roku Alexander Hunter Murray z Kompanii Zatoki Hudsona założył w tym miejscu osadę. Początkowo była to niewielka wieś, która z czasem przekształciła się w punkt handlowy.
Podczas gorączki złota nad Klondike zimą 1897/1898 do Fortu Yukon przybyło dwustu poszukiwaczy z Dawson City, gdyż miastu zaczęło brakować zapasów. 12 lipca 1898 r. założono urząd pocztowy, którego pierwszym naczelnikiem został John Hawksly. W ciągu kolejnych dekad miasto wiele wycierpiało z powodu kilku epidemii i powodzi w 1949 roku.
W latach 50. XX wieku siły powietrzne Stanów Zjednoczonych założyły w Forcie Yukon swoją bazę oraz stację radarową, które oficjalnie zostały włączone do miasta w 1959 r. Pod koniec XX wieku ekstremalne północne położenie oraz bliskość Fairbanks, sprawiły, że w mieście zaczął się rozwijać mały ruch turystyczny.
7 lutego 1984 r. z Fortu Yukon została wystrzelona na wysokość 500 km rakieta meteorologiczna typu Terrier Malemute.

## Demografia
| Dane historyczne | Dane historyczne | Dane historyczne |
| Rok              | Ludność          | Zm., %           |
| ---------------- | ---------------- | ---------------- |
| 1910             | 321              | –                |
| 1920             | 319              | −0,6%            |
| 1930             | 304              | −4,7%            |
| 1940             | 274              | −9,9%            |
| 1950             | 446              | 62,8%            |
| 1960             | 701              | 57,2%            |
| 1970             | 448              | −36,1%           |
| 1980             | 619              | 38,2%            |
| 1990             | 580              | −6,3%            |
| 2000             | 595              | 2,6%             |
| 2010             | 583              | −2%              |
| Źródło           |                  |                  |

Według spisu ludności z 2000 r. miasto liczyło 595 mieszkańców, 225 gospodarstw domowych i 137 rodzin. Gęstość zaludnienia wyniosła 85 osób na km². Rdzenni mieszkańcy stanowili 86,05 procent, biali 10,76, a pozostali (Afroamerykanie, Azjaci, Latynosi) 3,19 procent.
Dzieci poniżej osiemnastego roku życia stanowiły 33,4 procent populacji, osoby od 18 do 24 roku życia 10,3%, od 25 do 44 lat – 27,4%, od 45 do 64 – 22,0%, a osoby powyżej 65 lat – 6,9%. Średni wiek wyniósł 32 lata, a na każde 100 kobiet przypadało 112 mężczyzn.
Średni dochód gospodarstw domowych wyniósł 29 375 dolarów, a średni dochód rodzin 32 083 dolarów. Około 18 procent mieszkańców żyło poniżej granicy ubóstwa.